# Pteroeides lusitanicum
Pteroeides lusitanicum is een Pennatulaceasoort uit de familie van de Pennatulidae. De wetenschappelijke naam van de soort is voor het eerst geldig gepubliceerd in 1910 door Broch.